# スーサイド・ブロンド
「スーサイド・ブロンド」(Suicide Blonde) は、INXSのアルバム『X』からの最初のシングル。オーストラリアではチャートの2位まで上昇し、アメリカ合衆国では最高9位、イギリスでは最高11位に達した。カナダとニュージーランドではチャートの首位に立った。
オーストラリア演奏権協会による1991年のAPRAアワード (APRA Music Awards of 1991) では、「スーサイド・ブロンド」が「海外で最も多く演奏されたオーストラリア作品 (Most Performed Australian Work Overseas)」に認定された。

## 着想
この曲は、INXSのフロントマンでこの曲の作者のひとりであるマイケル・ハッチェンスが、当時付き合っていた女優/歌手カイリー・ミノーグの言葉に触発されて書かれたものとされている。ミノーグは、出演していた1989年の映画『恋に走って (The Delinquents)』のために、髪をプラチナ・ブロンドに染めなければならないことをハッチェンスに「I'm going suicide blonde today.（私、今日ブロンドに自殺するのよ）」と告げたという。これは「死ぬ (die)」と「染める (dye)」が同じ発音であることを踏まえた言葉遊びである。

## チャート
この曲は、1990年9月に全世界で発売された。アメリカ合衆国では、Billboard Hot 100 で最高9位となり、「Album Rock Tracks」と「Modern Rock Tracks」の両方のチャートの首位に立った。ダンス向けにリミックスされたバージョンは、アメリカ合衆国のトップ40系のラジオ局で広く流され、「Hot Dance Club Play」チャートでもトップ10に入った。全英シングルチャートでは、最高11位となり、オーストラリアのシングル・チャートであるARIAチャートでは最高2位に達した。カナダとニュージーランドではそれぞれ2週間と3週間にわたって、「スーサイド・ブロンド」がチャートの首位に立った。

## トラックリスト
| 7" single – Mercury / INXS 14 (UK) 1. "Suicide Blonde [7" mix]"—3:53 2. "Everybody Wants U Tonight"—5:09 12" maxi – Mercury / INXS 1412 (UK) 1. "Suicide Blonde [devastation mix]"—6:19 2. "Suicide Blonde [milk mix]"—5:40 3. "Everybody Wants U Tonight"—5:09 | CD single – Mercury / INXCD 14 (UK) 1. "Suicide Blonde [demolition mix]"—6.53 2. "Suicide Blonde [7" NIK mix]" 3. "Everybody Wants U Tonight"—5:09 CD maxi – Atlantic 1. "Suicide Blonde" (7" mix)—3:54 2. "Suicide Blonde" (earth mix)—5:39 3. "Suicide Blonde" (devastation mix)—6:19 4. "Suicide Blonde" (milk mix)—5:40 5. "Suicide Blonde" (demolition mix)—6:53 6. "Everybody Wants U Tonight"—5:09 |

### 日本盤
スーサイド・ブロンド（7トラックス） - 7曲入りCD（1990年11月28日）
1. "Suicide Blonde (Milk Mix)" – 5:42
2. "Suicide Blonde (Devastation Mix)" – 6:20
3. "Suicide Blonde (Demolition Mix)" – 6:53
4. "Suicide Blonde (Nix Mix)" – 4:06
5. "Suicide Blonde (Earth Mix)" – 5:42
6. "Suicide Blonde (7" Single Mix)" – 3:54
7. "Everybody Wants U Tonight" – 5:09

## チャートと認証
| チャート（1990年）                   | 最高位 |
| ------------------------------------ | ------ |
| オーストラリア (ARIA)                | 2      |
| オーストリア (Ö3 Austria Top 40)     | 24     |
| ベルギー (Ultratop 50 Flanders)      | 4      |
| カナダ トップシングルス (RPM)        | 1      |
| フランス (SNEP)                      | 23     |
| ドイツ (GfK Entertainment charts)    | 23     |
| アイルランド (IRMA)                  | 3      |
| オランダ (Dutch Top 40)              | 5      |
| オランダ (Single Top 100)            | 9      |
| ニュージーランド (Recorded Music NZ) | 1      |
| スペイン (AFYVE)                     | 13     |
| スウェーデン (Sverigetopplistan)     | 16     |
| スイス (Schweizer Hitparade)         | 11     |
| UK シングルス (OCC)                  | 11     |
| US Billboard Hot 100                 | 9      |
| US Alternative Airplay (Billboard)   | 1      |
| US Dance Club Songs (Billboard)      | 25     |
| US Mainstream Rock (Billboard)       | 1      |
| US Radio & Records CHR/Pop Airplay   | 10     |

| チャート（1990年）              | 順位 |
| ------------------------------- | ---- |
| Australia (ARIA)                | 42   |
| Belgium (Ultratop)              | 57   |
| Canada Top Singles (RPM)        | 15   |
| Netherlands (Dutch Top 40)      | 55   |
| Netherlands (Single Top 100)    | 75   |
| New Zealand (Recorded Music NZ) | 14   |

| 国/地域                    | 認定 | 認定/売上数 |
| -------------------------- | ---- | ----------- |
| オーストラリア (ARIA)      | Gold | 35,000^     |
| アメリカ合衆国 (RIAA)      | Gold | 500,000^    |
| ^ 認定のみに基づく出荷枚数 |      |             |